# Auftritt: Hannes Wader
Auftritt: Hannes Wader ist ein Album des Sängers und Liedermachers Hannes Wader aus dem Jahr 1998.

## Entstehung/Bedeutung
Auftritt: Hannes Wader ist ein Tondokument der Sommertournee des Liedermachers und wurde im Mai 1998 mitgeschnitten.
Die Tourneeschwerpunkte waren die Alben 10 Lieder (1995) und klassische Motive von Schubert, Beethoven und Mozart und einige ältere Lieder.
Ein Studioalbum sollte Wader noch im selben Jahr produzieren. Es handelt sich um das Album Wünsche. Nach der Produktion des Albums An dich hab ich gedacht – Wader singt Schubert (1997) sollte Wader kein Studio mehr betreten. Dazwischen erschien ein weiteres Live-Album, nämlich Was für eine Nacht (2001) das ein Tondokument der Sommertournee mit Konstantin Wecker darstellt, die auf Vorschlag von Wecker schon 25 Jahre zuvor stattfand. 2001 wurde eine weitere Sommertournee von den beiden Liedermachern gestartet.

## Titelliste
1. Die bessere Zeit – 4:40
2. So was gibt es noch – 6:26
3. Nach Hamburg – 3:33
4. Manche Stadt – 4:10
5. Alle Hügel – 4:35
6. Gute Nacht – 4:09
7. Day To Day – 3:12
8. Erinnerung – 7:41
9. Tagtraum – 3:34
10. Nachtfahrt – 3:51
11. Au bord de la rivière – 4:40
12. An die Musik – 2:22
13. Ständchen – 2:01
14. Zärtliche Liebe – 1:51
15. Jepstestinija Stepanowas Garten – 4:25
16. Reiter wieder an der schwarzen Mauer – 4:06
17. Darfst nun getrost die Augen schliessen – 4:55
18. Der Mond ist aufgegangen – 3:35

## Besonderheiten
Auftritt: Hannes Wader wurde, wie alle Alben seit Anfang der 1990er Jahre und der Trennung von Detlef Petersen, von Hannes Wader und Ben Ahrens produziert.
Florian Sommer schnitt das Konzert im Mai 1998 mit. Der Ton wurde von Ben Ahrens im Blue Noise Tonstudio, Hamburg gemischt und gemastert.
Das Album ist das dritte Live-Album des Liedermachers. Weiterhin gibt es Hannes Wader singt Arbeiterlieder (1977), Dass nichts bleibt wie es war (1982), Was für eine Nacht (2001 mit Konstantin Wecker) und Mey, Wader, Wecker – das Konzert (2003) mit Reinhard Mey und Konstantin Wecker.
Der Liedermacher singt den Titel Die bessere Zeit, der sich auf dem Album Nicht nur ich allein (1983) befindet. Er bringt eine leicht überarbeitete Version.
Alle Hügel ist ein Folksong von Maddy Prior & Tim Hart (Steeleye Span) und wurde von Klaus Weiland bearbeitet und eingebracht. Erstmals erschien das Lied auf dem Album 10 Lieder (1995), von dem auch die hier gesungenen Titel Nachtfahrt und Tagtraum stammen.
Mit Au bord de la reviere bringt Wader eine Version des Titels Am Fluss, der auf Glut am Horizont (1985) erschien. Die französische Version sollte ursprünglich nur eine Übersetzungsübung des Liedermachers sein und wurde von Lydie Auvray überarbeitet, die mit Hannes Wader zwischen 1980 und 1985 als Akkordeonspielerin tourte. Das Lied durfte vom Liedermacher 1986 zu seinem 20-jährigen Bühnenjubiläum häufig im Fernsehen gesungen werden.
Mit Reiter wieder an der schwarzen Mauer singt Wader ein Lied von Franz Josef Degenhardt, das nur auf diesen Live-Album erschien. Weitere Lieder von Degenhardt singt Wader auf dem Live-Album Dass nichts bleibt wie es war (1982). Es handelt sich um die Winterlied und Sommerlied.
Mit dem Schubert-Lied An die Musik singt der Liedermacher eine Premiere auf der Bühne. Das Stück wurde ursprünglich für die Schubert-CD 1997 produziert, aber nicht veröffentlicht, weil Hannes Wader es als zu schlecht gesungen betrachtete. Dies erkannte er später als Irrtum und integrierte es daher ein Jahr später in sein Tournee-Programm. Weitere Premieren sind noch Reiter wieder an der schwarzen Mauer, Ständchen, das nach einem Motiv von Mozart entstand und das Volkslied Der Mond ist aufgegangen, das Wader als eines der schönsten überlieferten Lieder des 18. Jahrhunderts betrachtet. Alle genannten Titel gibt es nur hier auf diesem Live-Album.
Jepstinija Stepanowas Garten wurde erstmals auf Liebeslieder (1986) veröffentlicht und handelt von einer kaukasischen Russin, deren neun Söhne alle im Krieg gefallen sind. Die Anregung zu diesem Lied bekam Wader von einem Artikel in der Zeitschrift Sowjetunion heute.